# Dave McKean
Dave McKean (* 29. prosince 1963, Maidenhead, Berkshire) je anglický ilustrátor, fotograf, grafický designér, kreslíř komiksů, režisér a muzikant.

## Životopis
V letech 1982–1986 studoval na Vysoké škole umění a designu v Berkshire. Ještě než dostudoval, začal se živit jako ilustrátor. Od té doby, co roku 1986 potkal spisovatele Neila Gaimana, se s ním podílel na mnoha projektech. K jejich prvním společným komiksům patří Black Orchid, Signal to Noise a do češtiny přeložený komiks Vraždy a housle. Velmi populární se stala komiksová série Sandman, ke které Dave Mckean navrhl obálky pomocí koláží a experimenty s fotografiemi. Od začátku 90. let dvacátého století se věnuje hlavně ilustraci a designu. Roku 1998 vstoupil do světa kinematografie, režíroval například celovečerní film Maska zrcadla.
Během své kariéry vytvořil několik obalů knih a hudebních alb. Spolupracoval například s velšským hudebníkem a skladatelem Johnem Calem. V roce 1999 ilustroval jeho autobiografickou knihu nazvanou What's Welsh for Zen. Později, v roce 2003, graficky upravil jeho biografii Sedition and Alchemy, jejímž autorem byl Tim Mitchell. Cale v roce 2002 přispěl svým hlasem do McKeanova filmu N[eon]. Rovněž vytvořil obal jeho alba Circus Live.
Rovněž je jazzovým klavíristou a vlastníkem hudebního vydavatelství Feral Records.

## Dílo

### Komiksy
Autor a ilustrátor:
- Klece (Cages; 1990–1996, česky 2021)
- Dravec (Raptor: A Sokol Graphic Novel; 2021, česky 2022)

Pouze ilustrátor:
- Sandman
- Vraždy a housle (Violent Cases; česky 2006)
- Black Orchid (1988)
- Batman: Arkham - Pochmurný dům v pochmurném světě (1989, česky 2007)
- Signal to Noise (1990)

### Další knihy
- Squink (2010)

Cestopisné knihy tvořené pouze ilustracemi:
- Postcards from Vienna (2006)
- Postcards from Barcelona (2007)
- Postcard from Brussels (2008)
- Postcards from Paris (2010)
- Postcard from Perugia (2012)
- Postcard from Bilbao (2012)

Fotografické knihy:
- A Small Book of Black and White Lies (1995)
- Option: Click (1998)
- The Particle Tarot: The Major Arcana (2000)
- The Particle Tarot: The Minor Arcana (2006)

### Ilustrace
- The Tragical Comedy or Comical Tragedy of Mr. Punch (1994)
- Koralina (2002)
- The Wolves in the Walls (2003)
- The Savage (2008)

### Filmografie
- Nikdykde (1996)
- The Week Before (1998)
- N[eon] (2002)
- Maska zrcadla (2005)
- Dawn (2006)
- The Gospel of Us (2012)
- Luna (2014)